# Rifugio Melezè
Il rifugio Melezè è un rifugio escursionistico situato nell'alta valle Varaita di Bellino, nelle Alpi Cozie, in provincia di Cuneo.

## Il Rifugio Melezè

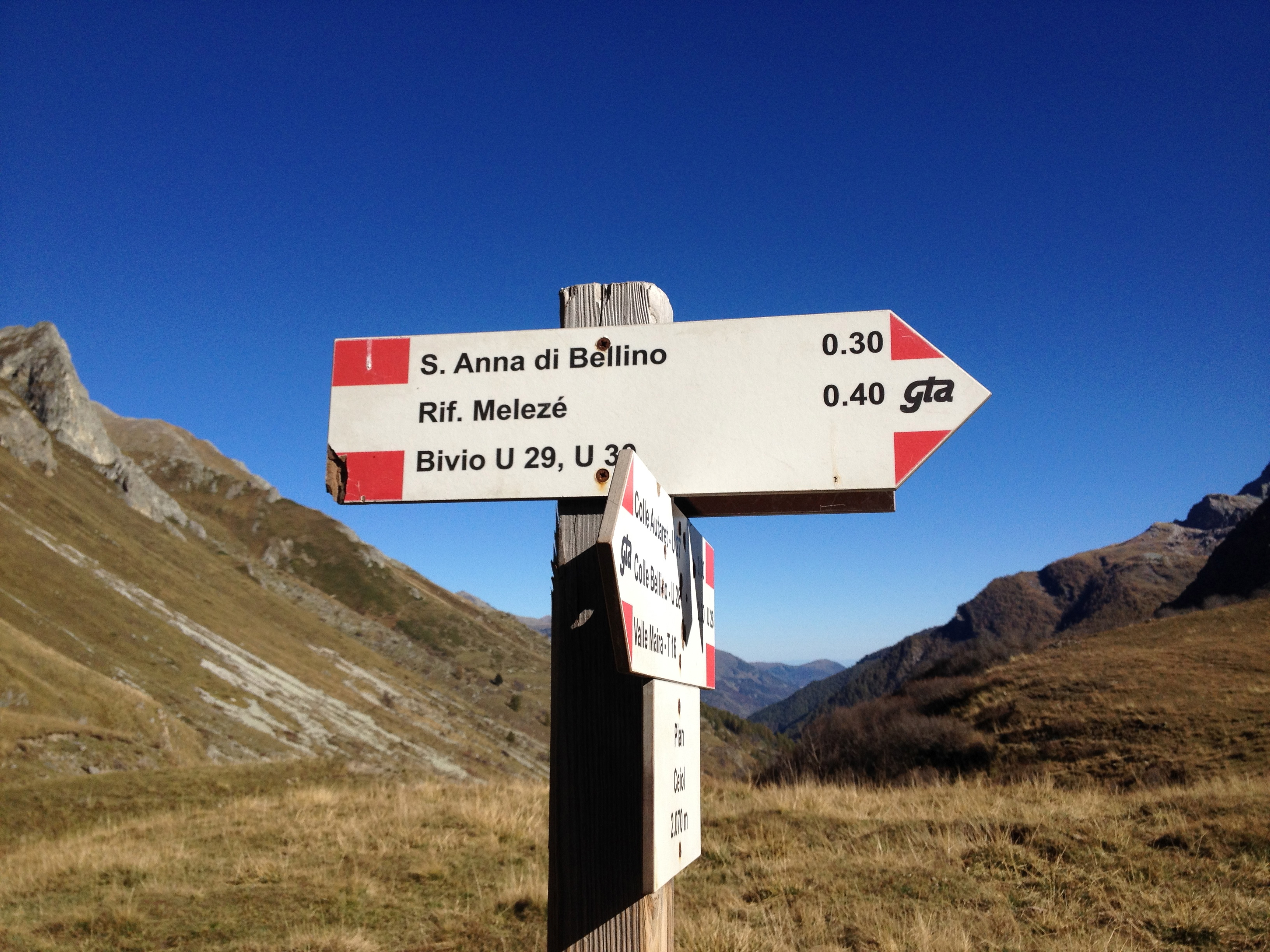
Uno dei cartelli indicatori per il rifugio.

Il rifugio è stato ricavato dal recupero di una preesistente casermetta militare. Si trova quasi al termine della strada provinciale che risale la valle Varaita di Bellino da Casteldelfino, in località Pion di Melze, poco a valle della frazione di Sant'Anna e a pochi metri dalla strada; per le sue caratteristiche di raggiungibilità è classificato rifugio escursionistico ai sensi della vigente legislazione regionale piemontese.
È una costruzione in muratura di pietrame a due piani. Il piano terra ospita bar, ristorante e cucina; il piano superiore è composto da 6 camere per un totale di 50 posti letto. È dotato di acqua corrente interna con docce calde, servizi interni, impianto elettrico. Offre servizio bar, ristorante (circa 50 coperti) ..
Appartiene alla parrocchia di Roccaforte Mondovì, È aperto tutto l'anno.
Il nome Melezè significa bosco di larici in occitano.
Il Rifugio si trova a Bellino a 1812 metri d'altitudine, vicino a Borgata Sant'Anna. L'edificio era una caserma militare ed è stato ristrutturato interamente in legno e pietra. Il piano terreno ospita il bar, la cucina e la sala ristorante, dove è possibile gustare i migliori piatti della tradizione montana e locale. È possibile inoltre pranzare all'esterno. Al piano superiore, si trovano le 7 camere in legno, per un totale di 50 posti letto. La struttura è dotata di servizi igienici esterni ed interni al piano terra;al piano superiore, vi sono i bagni per le camere con docce ed acqua calda. Il Rifugio si presta anche al soggiorno per studenti e gruppi organizzati.Aperto tutto l'anno, è comodamente raggiungibile in automobile e pullman ed è dotato di ampio parcheggio. Presso la struttura è possibile affittare ciaspole, sci da fondo e tutta l'attrezzatura per le vie ferrate, così da poter approfittare dei numerosi percorsi attrezzati per principianti ed esperti presenti nelle vicinanze.
Il Rifugio Melezè è un'importante base d'appoggio per corsi di sci alpinismo e cascate di ghiaccio.

## Accesso
È accessibile in automobile ed in autobus per la strada che risale il Vallone di Bellino fin davanti al Rifugio.

## Ascensioni

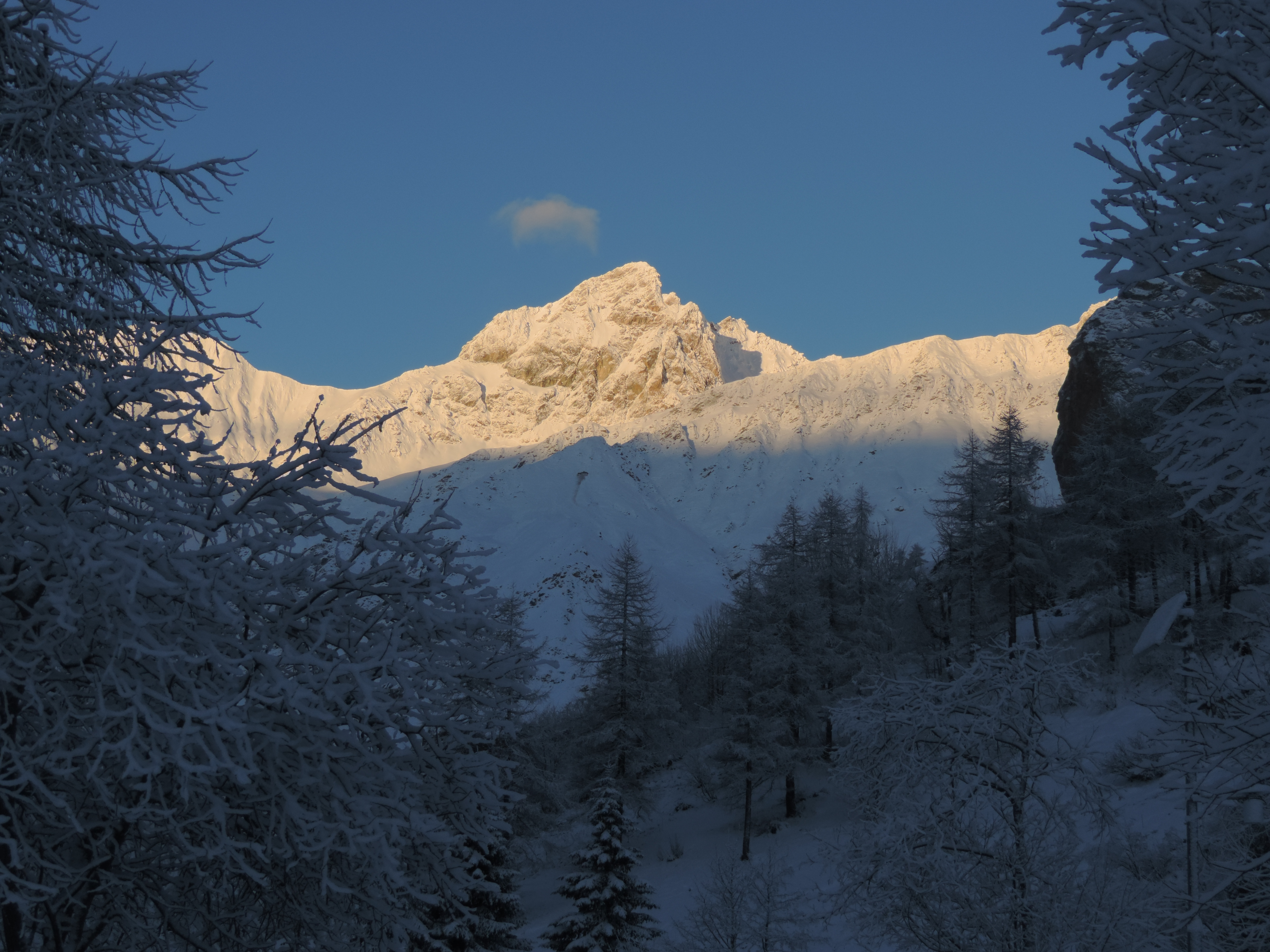
Il monte Pelvo di Ciabrera che può essere salito partendo dal rifugio.

È una buona base di appoggio per le ascensioni a tutte le vette dell'alta valle di Bellino ed alle vette limitrofe:
- Cima Mongioia - 3.340 m
- Monte Salza - 3.329 m
- Monte Giuep - 3.100 m
- Testa di Malacosta - 3.212 m
- Punta del Vallone del Lupo - 3.153 m
- Punta di Fiutrusa - 3.110 m
- Monte Ferra - 3.094 m
- Pelvo di Ciabrera - 3.152 m
- Tête de l'Autaret - 3.015 m
- Denti di Maniglia - 3.177 m
- Monte Maniglia - 3.177 m
- Monte Bellino - 2.942 m
- Monte Albrage - 2.999 m
- Monte Faraut - 3.046 m
- Cima Sebolet - 3.023 m
- Rocca la Marchisa - 3.072 m
- Monte Camoscere - 2.984 m
- Pelvo d'Elva - 3.046 m

Permette inoltre un facile accesso alla via ferrata della Rocca Senghi.

## Traversate
- al Bivacco Boerio (3089 m)
- al Rifugio Maljasset in Francia attraverso il col de l'Autaret
- al Rifugio Savigliano (1743 m) attraverso il colle del Bondormir
- alla capanna sociale Carmagnola (2840 m) in valle Maira attraverso la Colletta
- al Rifugio Campo Base (1650 m) in valle Maira

## Altre attività che si effettuano da Rifugio Melezè
In inverno il rifugio offre una pista per lo sci di fondo, ed è inoltre una buona base d'appoggi per gite sci-alpinistiche e con le ciaspole.
Gli appassionati di storia possono percorrere il giro delle caserme, itinerario alla scoperte di caserme e fortificazioni del Vallo Alpino del Littorio presenti in zona.
Bellino Solare: custodisce un ingente patrimonio gnomonico, costituito da 37 quadranti solari. Datati dal 1735 al 1934, divisi in quattro zone: Chiesa, Celle, Chiazale, S.Anna.